# Christoph Janker
Christoph Janker (Cham, 1985. február 14. –) német labdarúgó, az FC Augsburg hátvédje.

## Pályafutása

### 1860 München
Janker az 1860 München utánpótlásában kezdett. Hamarosan bemutatkozott a másodosztályban a Karlsruher SC ellen, hamarosan a tartalékcsapat alapembere lett. Miután szóba hozta, hogy más csapathoz szeretne igazolni, 100 000 euróért cserébe a TSG 1899 Hoffenheimhez került.

### 1899 Hoffenheim
2009-ben Janker és csapattársa, Andreas Ibertsberger vizsgálat alá került, mert 2009. február 2-án, a Borussia Mönchengladbach elleni mérkőzés után megtagadták a mintaadást. A Német labdarúgó-szövetség (DFB) hamarosan felfüggesztette a vizsgálatot bizonyítékok híján, ráadásul Janker később negatív mintát adott. A vizsgálattal sokat foglalkozott a német sajtó.
2009. május 23-án a Bundesliga-záróforduló után bejelentette, a szezon végén (2009. június 30.) távozik.

### Hertha BSC
2009. május 28-án Janker három évre szóló szerződést kötött a Hertha BSC-vel. Berlinben keményen meg kellett küzdenie a csapatba kerülésért, gyakrabban ült a padon, mint játszott. A 2009–10-es szezon végén kiestek a másodosztályba. Ott Janker még kevesebbet játszott, mindössze egyszer kezdett, háromszor állt be csereként. A 2011–12-es szezonra visszajutottak, Janker 18-szor lépett pályára.

### A válogatottban
2004. szeptember 1-jén Michael Skibbe keze alatt debütált az U20-as válogatottban. Részt vett a 2005-ös ifjúsági labdarúgó-világbajnokságon is, többek közt René Adler és Marcell Jansen társaságában. A csoportból a négy legjobb harmadik egyikeként sikerült továbbjutni. A nyolcaddöntőben Kínán átjutottak, de a negyeddöntőben Brazília már túl nagy falatnak bizonyult.